# Jules Lecocq
 (juillet 2018).
Si vous disposez d'ouvrages ou d'articles de référence ou si vous connaissez des sites web de qualité traitant du thème abordé ici, merci de compléter l'article en donnant les références utiles à sa vérifiabilité et en les liant à la section « Notes et références ».

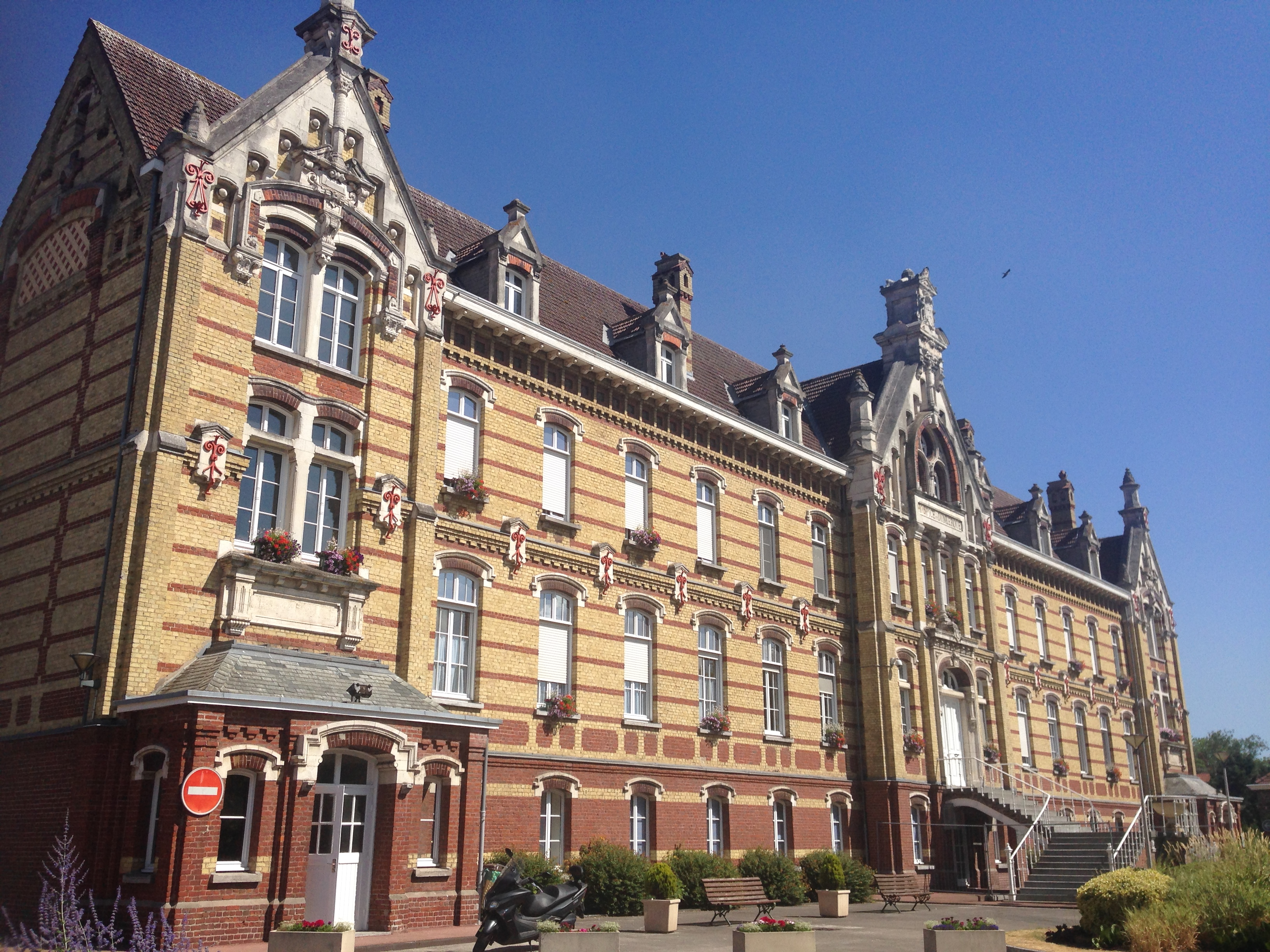
Hospice de Rosendaël à Dunkerque

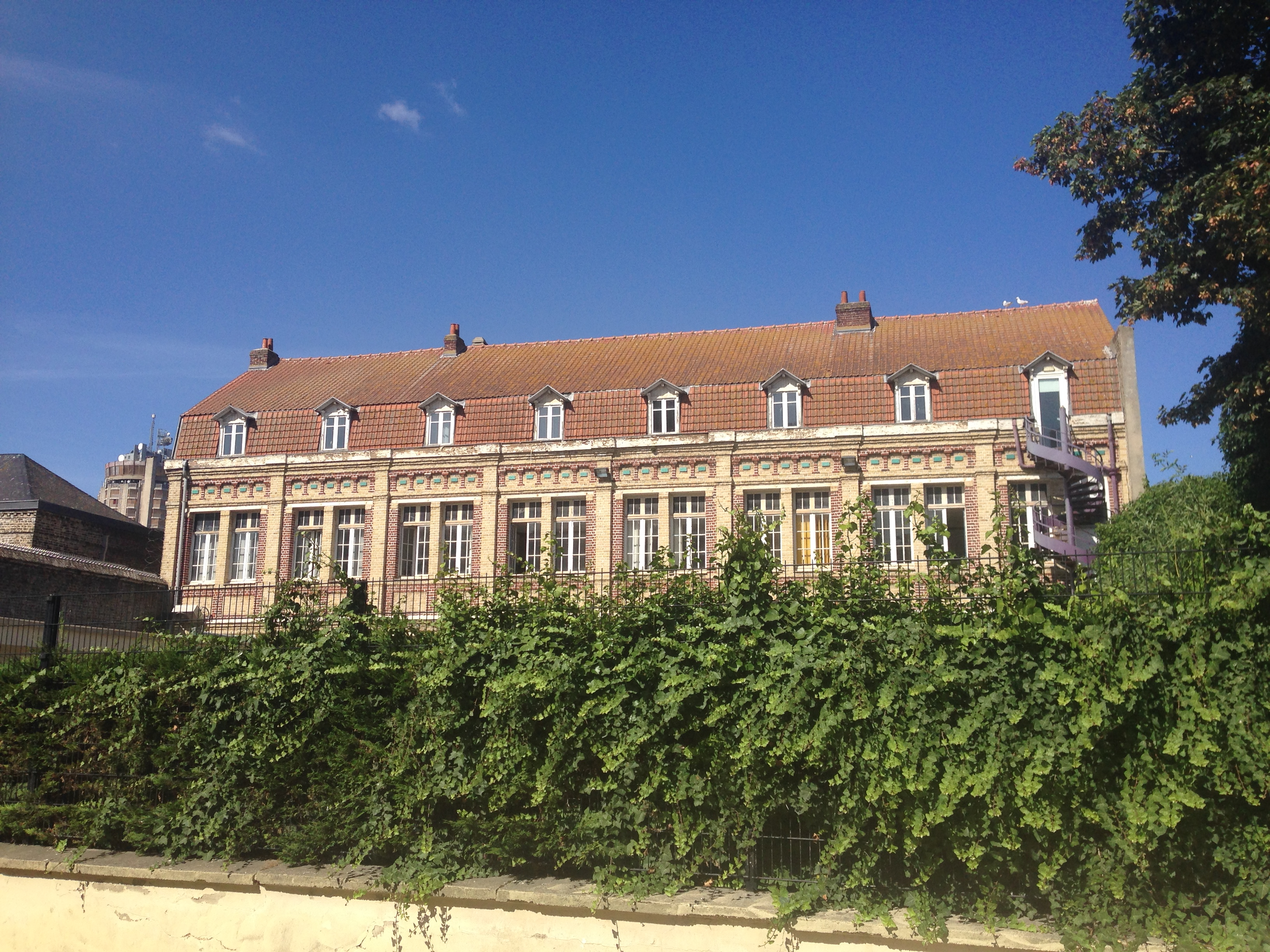
Ecole Sévigné, rue de la Victoire, Dunkerque

Jules Auguste Lecocq, né à Paris le 18 octobre 1841 et mort le 29 février 1924 à Dunkerque, est un architecte français exerçant à Dunkerque.

## Biographie
Son père, Jean Joachim Lecoq était médecin à Paris.
Jules Lecocq étudie l’architecture à l’école de Beaux-Arts de Paris, promotion 1861. Il fut élève de Charles Auguste Questel. Il s’est marié à Paris le 10 septembre 1872 avec Marie-Adélaide Petiteau.
Il fit sa carrière en tant qu’architecte communal de Dunkerque. A ce titre, il construisit un grand nombre de bâtiments publics sur la commune, dont des écoles, un kiosque à musique et la colonne de la Victoire. De 1887 à 1889, il construit la façade de l’église Saint-Eloi de Dunkerque sur les plans d’Adolphe Van Moé. Il est professeur à l'école communale d'architecture de Dunkerque à partir de 1876 et conservateur du musée de Dunkerque de 1887 à 1923.
La plupart de ses constructions ont été détruites durant le Seconde guerre mondiale. Deux grands bâtiments, inscrits à l’inventaire des monuments historiques, l’ancienne Ecole Sévigné, rue de la victoire, et l’ancien Hospice dans le centre hospitalier, avenue de Rosendael, sont les témoins de son architecture.
Il devint membre de la Société des architectes du nord en 1882. Il en fut le président en 1900.
Il meurt à son domicile 6 rue de la Marine, en février 1924.

## Réalisations notables
- 1876-1878 Agrandissement de l’École Victor Hugo à Dunkerque[1]. Détruite pendant la Seconde guerre mondiale.
- 1877-1879 École primaire, Salle d'Asile dite École Jean Macé rue de Lille à Dunkerque[2]. Détruite pendant la Seconde guerre mondiale
- 1878-1881 École Frédéric Duriau à Dunkerque[3]. Détruite pendant la Seconde guerre mondiale
- 1882-1885 École primaire dite École Sévigné[4].
- 1885 Kiosque à musique du parc de la marine. Détruit et reconstruit[5].
- 1887-1891 Hospice Faubourg de Rosendaël à Dunkerque[6].
- 1887-1889 Façade de l'église Saint-Eloi de Dunkerque
- 1889-1891 École maternelle du quartier de la Citadelle à Dunkerque[7]. Détruite pendant la Seconde guerre mondiale.
- 1893 Colonne de la Victoire à Dunkerque.
- 1894-1996  École maternelle dite École des Frères de la Doctrine Chrétienne  à Dunkerque [8]. Détruite pendant la Seconde guerre mondiale.

## Notes et références

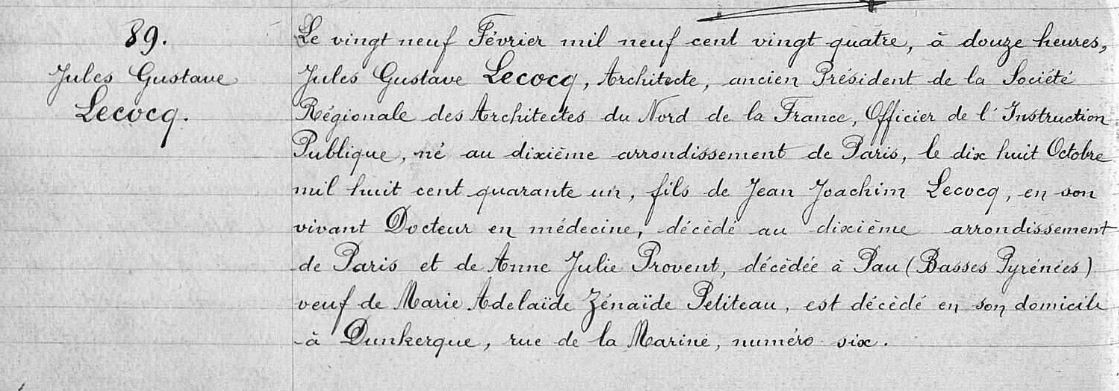
Acte de décès